# Amine El Ouazzani
Amine El Ouazzani (en arabe : أمين الوزاني), né le 15 juillet 2001 à Grenoble en France, est un footballeur franco-marocain qui évolue au poste d'avant-centre au SC Braga.

## Biographie
Natif de Grenoble, il naît d'un père marocain et d'une mère algérienne.

### Formation à Grenoble et débuts au FBBP 01 (2009-2022)
Il intègre le centre de formation de sa ville natale au Grenoble Foot 38 et y évolue pendant une décennie.
Le 11 septembre 2020, il dispute son premier match en étant titularisé avec les seniors face au SC Bastia (défaite, 3-1). Le 27 février 2021, il inscrit son premier but face au Mans FC avant d'être remplacé par Sloan Privat (victoire, 2-0).

### EA Guingamp (2022-2024)
Le 28 novembre 2022, il s'engage pour quatre saisons à l'EA Guingamp en Ligue 2.
Le 26 décembre 2022, il dispute son premier match professionnel contre le Nîmes Olympique (victoire, 1-2). Le 10 janvier 2023, à l'occasion de sa première titularisation, il inscrit son premier but avec le club grâce à un tir du pied gauche sur une passe décisive de Vincent Manceau contre Amiens SC (match nul, 1-1). Il termine ainsi la saison à la sixième place du classement du championnat.

### En sélection
Possédant un double passeport français et marocain, Amine El Ouazzani ne reçoit aucun intérêt de la part de la Fédération française de football au niveau des sélections nationales.
En octobre 2021, il figure pour la première fois sur la liste du Maroc olympique concoctée par Hicham Dmii pour un stage de préparation au Centre sportif de Maâmora à Salé du 4 au 12 octobre.
Le 22 mars 2023, il reçoit sa première convocation avec le Maroc olympique sous le nouveau sélectionneur Issame Charaï pour un match amical face à la Côte d'Ivoire olympique à Rabat dans le cadre des préparations à la Coupe d'Afrique des nations des moins de 23 ans qui se déroulera au Maroc en 2023,. Deux jours plus tard, il dispute son deuxième match amical face au Togo olympique (victoire, 2-0). Il enchaîne en entrant en jeu en deuxième mi-temps face à l'Ouzbékistan olympique, le 27 mars (victoire, 3-0).
Lors des préparations de la CAN U23 en début juin, il entre en jeu contre la Mauritanie (victoire, 4-1) et inscrit un doublé lors du deuxième match de préparation contre la Zambie, avant qu'Ismael Saibari n'inscrive le troisième but (victoire, 3-1),.
Le 9 juin 2023, il figure sur la liste définitive d'Issame Charaï pour prendre part à la Coupe d'Afrique des nations des moins de 23 ans qui a lieu au Maroc. Les matchs de phase de groupe ont lieu en fin de mois de juin contre la Guinée olympique, le Ghana olympique et le Congo olympique au Complexe sportif Moulay-Abdallah de Rabat. Mis sur le banc lors du premier match contre la Guinée olympique (victoire, 2-1), il fait ses débuts dans la compétition en remplaçant Yanis Begraoui lors de la deuxième journée de la CAN U23 contre le Ghana olympique, validant ainsi son ticket pour les demi-finales de la compétition après une victoire de 5-1,. Le 30 juin, il reçoit sa première titularisation à l'occasion du troisième match de la compétition contre le Congo olympique (victoire, 1-0),. En demi-finale contre le Mali olympique, il marque le deuxième but marocain sur une tête grâce à un centre de Younes Taha avant de filer dans une séance de tirs aux but après match nul de 2-2, transformant ainsi son penalty parmi une victoire de 7-6. La finale est remportée par le Maroc contre l'Égypte olympique grâce à un but en prolongation d'Oussama Targhalline (victoire, 2-1),.
Sélectionné en septembre 2023, il dispute un match amical le 7 septembre contre le Brésil olympique à Fès en étant titularisé par Issame Charaï (victoire, 1-0),. Un deuxième match amical prévu le 11 septembre dans la même ville est annulé par la fédération marocaine à la suite du séisme au Maroc,.

## Statistiques

### Statistiques détaillées
| Saison                | Club                  | Championnat           | Championnat | Championnat | Championnat | Coupe nationale | Coupe nationale | Coupe nationale | Coupe de la Ligue | Coupe de la Ligue | Coupe de la Ligue | Compétition(s) continentale(s) | Compétition(s) continentale(s) | Compétition(s) continentale(s) | Compétition(s) continentale(s) | Total | Total | Total |
| Saison                | Club                  | Division              | M.          | B.          | P.d.        | M.              | B.              | P.d.            | M.                | B.                | P.d.              | Comp.                          | M.                             | B.                             | P.d.                           | M.    | B.    | P.d.  |
| 2020-2021             | FBBP 01               | National              | 19          | 1           | 0           | 1               | 0               | 0               | -                 | -                 | -                 | -                              | -                              | -                              | -                              | 20    | 1     | 0     |
| 2021-2022             | FBBP 01               | National              | 20          | 6           | 4           | 1               | 1               | 0               | -                 | -                 | -                 | -                              | -                              | -                              | -                              | 21    | 7     | 4     |
| 2022-2023             | FBBP 01               | National              | 12          | 3           | 1           | 2               | 0               | 1               | -                 | -                 | -                 | -                              | -                              | -                              | -                              | 14    | 3     | 2     |
| Sous-total            | Sous-total            | Sous-total            | 51          | 10          | 5           | 4               | 1               | 1               | -                 | -                 | -                 | -                              | -                              | -                              | -                              | 55    | 11    | 6     |
| 2022-2023             | EA Guingamp           | Ligue 2               | 23          | 7           | 2           | -               | -               | -               | -                 | -                 | -                 | -                              | -                              | -                              | -                              | 23    | 7     | 2     |
| 2023-2024             | EA Guingamp           | Ligue 2               | 38          | 11          | 5           | 1               | 0               | 0               | -                 | -                 | -                 | -                              | -                              | -                              | -                              | 39    | 11    | 5     |
| Sous-total            | Sous-total            | Sous-total            | 61          | 18          | 7           | 1               | 0               | 0               | -                 | -                 | -                 | -                              | -                              | -                              | -                              | 62    | 18    | 7     |
| 2024-2025             | SC Braga              | Liga Betclic          | 33          | 7           | 2           | 4               | 0               | 0               | 1                 | 0                 | 0                 | C3                             | 13                             | 4                              | 1                              | 51    | 11    | 3     |
| 2025-2026             | SC Braga              | Liga Betclic          | 2           | 1           | 0           | 0               | 0               | 0               | 0                 | 0                 | 0                 | C3                             | 3                              | 0                              | 0                              | 5     | 1     | 0     |
| Sous-total            | Sous-total            | Sous-total            | 35          | 8           | 2           | 4               | 0               | 0               | 1                 | 0                 | 0                 | -                              | 16                             | 4                              | 0                              | 56    | 12    | 2     |
| Total sur la carrière | Total sur la carrière | Total sur la carrière | 147         | 36          | 14          | 9               | 1               | 1               | 1                 | 0                 | 0                 | -                              | 16                             | 4                              | 1                              | 173   | 41    | 16    |

## Palmarès
Maroc -23 ans
- Coupe d'Afrique des nations :
  -  Vainqueur : 2023.